# Martha Lane Fox

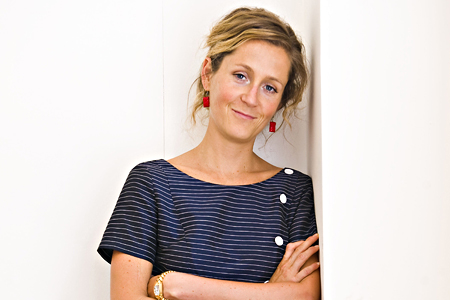
Martha Lane Fox, 2011

Martha Lane Fox, Baroness Lane-Fox of Soho CBE (* 10. Februar 1973 in Oxford) ist eine britische Geschäftsfrau und Trustee von mehreren gemeinnützigen Vereinen, die als Vorsitzende an mehreren E-Commerce-Projekten und Untersuchungen teilgenommen hat. Sie ist Boardmitglied von Channel 4, mydeco.com, Marks & Spencer, WeTransfer und Twitter und hat lastminute.com mitgegründet. Seit 2013 ist sie als Life Peer Mitglied des House of Lords. Seit dem 14. März 2014 ist sie Chancellor der Open University.

## Jugend
Lane Fox ist die Tochter des Autors und Historikers Robin Lane Fox. Sie ging auf die Oxford High School und die Westminster School und studierte Alte und Moderne Geschichte am Magdalen College, Oxford.

## Geschäftliche Karriere
Nach der Universität interessierte sie sich für die Schauspielerei und Gefängnisleitung, aber sie trat eine Stelle bei der Beratungsfirma Spectrum an, wo sie sich mit EDV-Unternehmen und Medienfirmen befasste. Ihr erstes Projekt war für British Telecom mit dem Titel What is the Internet?, wobei sie Brent Hoberman kennenlernte.
Im Jahr 1998 gründeten sie mit Brent Hoberman lastminute.com, ein Online-Reisebüro und -Geschenkeversandhaus, das zu Spitzenzeiten der Dotcom-Blase große Aufmerksamkeit erlangte. Am 20. November 2003 trat sie als Managing Director von Lastminute.com zurück. Die Firma hat den Dotcom-Crash überlebt und wurde 2005 für 557 Mio. £ durch Sabre Holdings gekauft. Der persönliche Aktienanteil von Lane Fox's war zu dieser Zeit 13 Mio. £.
Am 28. Dezember 2003 veröffentlichte der The Sunday Telegraph, dass Lane Fox zusammen mit Galen Weston, dem Besitzer von Selfridges, das Tagesgeschäft dieses Unternehmens übernimmt. Nachdem ihr Julian Douglas, der Direktor eines auf Werbung spezialisierten Unternehmens, 2005 die Idee einer Karaoke-Bar im Stil von Tokio mitteilte, eröffnete sie zusammen mit Nick Thistleton einen solchen Club unter dem Namen Lucky Voice London Soho. 2007 wurde sie Non-executive Director bei Marks & Spencer. Außerdem ist sie in der Geschäftsleitung von Channel 4 und mydeco.com, einer Start-up-Firma ihres Kollegen Brent Hoberman.
Am 16. Juni 2009 wurde sie Digital Inclusion Champion der britischen Regierung und leitete eine zweijährige Kampagne, um die britische Bevölkerung an Computer zu gewöhnen. Sie dachte, wer sich nicht on-line engagiere, könne kein wirkliches Mitglied der Gesellschaft sein. Am 22. März 2010 wurde ihre Rolle in der Regierung erweitert, als bekannt wurde, dass sie eine neue Digital Public Services Unit innerhalb des Cabinet Office einrichten werde. Im Juni 2010 sollte sie als UK Digital Champion die Regierung auch beraten, wie öffentliche on-line-Dienste helfen können, effizientere Dienstleistungen anzubieten und sie wurde Mitglied des Cabinet Office’s Efficiency and Reform Board.

## Wohltätigkeitsaktivitäten
Lane Fox setzt sich ausgesprochen für Menschenrechte, Frauenrechte und soziale Gerechtigkeit ein. 2007 gründete sie Antigone, einen Trust zur Unterstützung von britischen Wohltätigkeitsvereinen. Als Patronin von Reprieve setzte sie sich unter anderem für die Entlassung des zuvor in Großbritannien wohnhaften Binyam Mohammed aus Guantanamo Bay ein. Sie ist außerdem Patronin von Camfed im Kampf gegen Armut, HIV und AIDS durch die Bildung von Mädchen und jungen Frauen in Afrika ein. Zusammen mit Cherie Blair and Joanna Trollope unterstützte sie finanziell den Orange Prize for Women’s Fiction, nachdem der Telefonnetzanbieter Orange diesen nicht mehr als Sponsor unterstützte.

## Würdigung
Lane Fox wurde 2013 für ihre Dienste in der Digitalen Ökonomie und Wohltätigkeitsorganisationen als Commander des Order of the British Empire (CBE) ausgezeichnet. Im Februar 2013 war sie laut Einschätzung von Woman’s Hour auf BBC Radio 4 eine der 100 mächtigsten Frauen in Großbritannien. Am 25. März 2013 wurde sie mit dem Titel Baroness Lane-Fox of Soho, of Soho in the City of Westminster, zum Life Peer erhoben, und ist dadurch seither als Crossbencher Mitglied des House of Lords.

## Privatleben
Lane Fox lebt mit ihrem Lebensgefährten, dem Fernsehproduzenten Chris Gorell Barnes, in Marylebone, London.